# Manuela Riegler
Pour les articles homonymes, voir Riegler.
Manuela Riegler, née le 15 juin 1974 à Schwarzach im Pongau, est une snowboardeuse autrichienne spécialisée dans les épreuves de snowboardcross, slalom parallèle et slalom géant parallèle.
Elle a participé à deux olympiades en 2002 et 2006 où son meilleur résultat fut une 23e place lors du slalom géant parallèle en 2002, elle a également participé à de nombreux championnats du monde où elle remporta le titre en 2003 du slalom géant parallèle ainsi que trois autres médailles (une en argent en slalom géant en 1996, une en argent en snowboardcross en 1997 et une en bronze en slalom géant parallèle en 2001), enfin elle s'est illustrée à plusieurs reprises en coupe du monde où elle compte deux titres au classement général (1999 et 2000), douze victoires et 56 podiums sur le circuit.

## Jeux olympiques&Championnats du monde
| Édition/Discipline         | Snowboardcross | Slalom géant | Slalom géant Parallèle | Slalom parallèle |
| Championnats du monde 1996 | -              | 2e           | -                      | 17e              |
| Championnats du monde 1997 | 2e             | 17e          | -                      | -                |
| Championnats du monde 1999 | 15e            | 4e           | 6e                     | 5e               |
| Championnats du monde 2001 | 13e            | 7e           | 3e                     | 12e              |
| Jeux olympiques de 2002    | -              | -            | 23e                    | -                |
| Championnats du monde 2003 | 4e             | -            | 28e                    | -                |
| Championnats du monde 2005 | 19e            | -            | 1er                    | -                |
| Jeux olympiques de 2006    | -              | -            | 28e                    | -                |
| Championnats du monde 2007 | 17e            | -            | 17e                    | -                |

## Palmarès

### Coupe du monde de snowboard
- 2 gros globe de cristal :
  - Vainqueur du classement général en 1999 et 2000.
- Meilleur classement en parallèle : 2e en 2000.
- Meilleur classement en slalom : 3e en 1996, 1998 et 1999.
- Meilleur classement en slalom géant : 3e en 2000.
- Meilleur classement en slalom géant parallèle : 2e en 2000.
- Meilleur classement en snowboardcross : 2e en 1997, 1998 et 1999.
- 56 podiums dont 12 victoires (1 en slalom géant parallèle, 6 en slalom parallèle, 1 en slalom géant, 4 en snowboardcross).